# Campionati europei di bob 1999
I Campionati europei di bob 1999, trentatreesima edizione della manifestazione organizzata dalla Federazione Internazionale di Bob e Skeleton, si sono disputati il 16 e il 17 gennaio 1999 a Winterberg, in Germania, sulla pista Bobbahn Winterberg, il tracciato sul quale si svolsero le rassegne continentali del 1979 e del 1989. La località della Renania Settentrionale-Vestfalia ha quindi ospitato le competizioni europee per la terza volta nel bob a due uomini e nel bob a quattro.
Anche questa edizione si è svolta con la modalità della "gara nella gara", contestualmente alla quinta tappa della stagione di Coppa del Mondo 1998/99.

## Risultati

### Bob a due uomini
La gara si è svolta il 16 gennaio 1999 nell'arco di due manches ed hanno preso parte alla competizione 25 compagini in rappresentanza di 11 differenti nazioni.
| Pos. | Atleti                          | Nazione       | Tempo   | Distacco |
| ---- | ------------------------------- | ------------- | ------- | -------- |
|      | Reto Götschi Guido Acklin       | Svizzera-1    | 1:52.91 |          |
|      | Christian Reich Urs Aeberhard   | Svizzera-2    | 1:53.49 | +0.58    |
|      | Sepp Dostthaler Olaf Hampel     | Germania-2    | 1:53.51 | +0.60    |
| 4    | Christoph Langen Thomas Platzer | Germania-1    | 1:53.72 | +0.81    |
| 5    | Bruno Mingeon Emmanuel Hostache | Francia-1     | 1:53.86 | +0.95    |
| 6    | Pavel Puškár Jan Kobián         | Rep. Ceca-1   | 1:54.01 | +1.10    |
| 7    | Ivo Rüegg Stefan Bamert         | Svizzera-3    | 1:54.53 | +1.62    |
| 8    | René Spies Sven Peter           | Germania-3    | 1:54.54 | +1.63    |
| 8    | Sandis Prūsis Jānis Ozols       | Lettonia-1    | 1:54.54 | +1.63    |
| 10   | Sean Olsson Eric Sekwalor       | Regno Unito-1 | 1:54.57 | +1.66    |

### Bob a quattro
La gara si è svolta il 17 gennaio 1999 nell'arco di due manches ed hanno preso parte alla competizione 21 compagini in rappresentanza di 10 differenti nazioni.
| Pos.                                                           | Atleti                                                           | Nazione       | Tempo   | Distacco |
| -------------------------------------------------------------- | ---------------------------------------------------------------- | ------------- | ------- | -------- |
|                                                                | Christoph Langen Markus Zimmermann Thomas Platzer Sven Rühr      | Germania-1    | 1:48.83 |          |
|                                                                | Marcel Rohner Markus Nüssli Beat Hefti Silvio Schaufelberger     | Svizzera-1    | 1:49.48 | +0.65    |
|                                                                | Harald Czudaj Torsten Voss Udo Lehmann Carsten Embach            | Germania-2    | 1:49.59 | +0.76    |
| Wolfgang Stampfer Jochen Buck Erwin Arnold Martin Schützenauer | Austria-1                                                        | 1:49.59       | +0.76   |          |
| 5                                                              | André Lange Lars Behrendt Christoph Heyder Enrico Kühn           | Germania-3    | 1:49.81 | +0.98    |
| 6                                                              | Reto Götschi Steve Anderhub Guido Acklin Cédric Grand            | Svizzera-2    | 1:49.95 | +1.12    |
| 7                                                              | Christian Reich Bruno Aeberhard Urs Aeberhard Alexandre Quiblier | Svizzera-3    | 1:49.97 | +1.14    |
| 8                                                              | Sandis Prūsis Egils Bojārs Matīss Zacmanis Jānis Ozols           | Lettonia-1    | 1:50.16 | +1.33    |
| 9                                                              | Kurt Einberger Thomas Bachler Michael Müller Jürgen Mayer        | Austria-2     | 1:50.20 | +1.37    |
| 10                                                             | Fabrizio Tosini Michel Pasquazzo Mirco Ruggiero Marco Menchini   | Italia-2      | 1:50.39 | +1.56    |
| 10                                                             | Sean Olsson Dean Ward Andy Lewis Eric Sekwalor                   | Regno Unito-1 | 1:50.39 | +1.56    |

## Medagliere
| Pos.   | Paese    | Oro | Argento | Bronzo | Totale |
| ------ | -------- | --- | ------- | ------ | ------ |
| 1      | Svizzera | 1   | 2       | 0      | 3      |
| 2      | Germania | 1   | 0       | 2      | 3      |
| 3      | Austria  | 0   | 0       | 1      | 1      |
| Totale | Totale   | 2   | 2       | 3      | 7      |